# Lars Ditlev Johansen
Lars Ditlev Johansen (født 12. december 1964) er en dansk skuespiller, der nok mest er kendt for sin rolle som Knasti i Polle-sonofon-reklamerne og komediefilmen Polle Fiction fra 2002.
Johansen er uddannet på Statens Teaterskole i 1997. Han har også medvirket i et afsnit af tv-serien Taxa fra 1997.